# Bledar Vashaku
Bledar Vashaku (Durrës, Albania, 8 de noviembre de 1980) es un futbolista albanés retirado. Jugó de arquero. 

## Clubes
| Club             | País    | Año       |
| ---------------- | ------- | --------- |
| KS Apolonia Fier | Albania | 2005-2006 |
| KF Laçi          | Albania | 2006-2007 |
| KS Elbasani      | Albania | 2007-2008 |
| KS Teuta         | Albania | 2008-2010 |
| KF Laçi          | Albania | 2010-     |